# Henry Grâce à Dieu

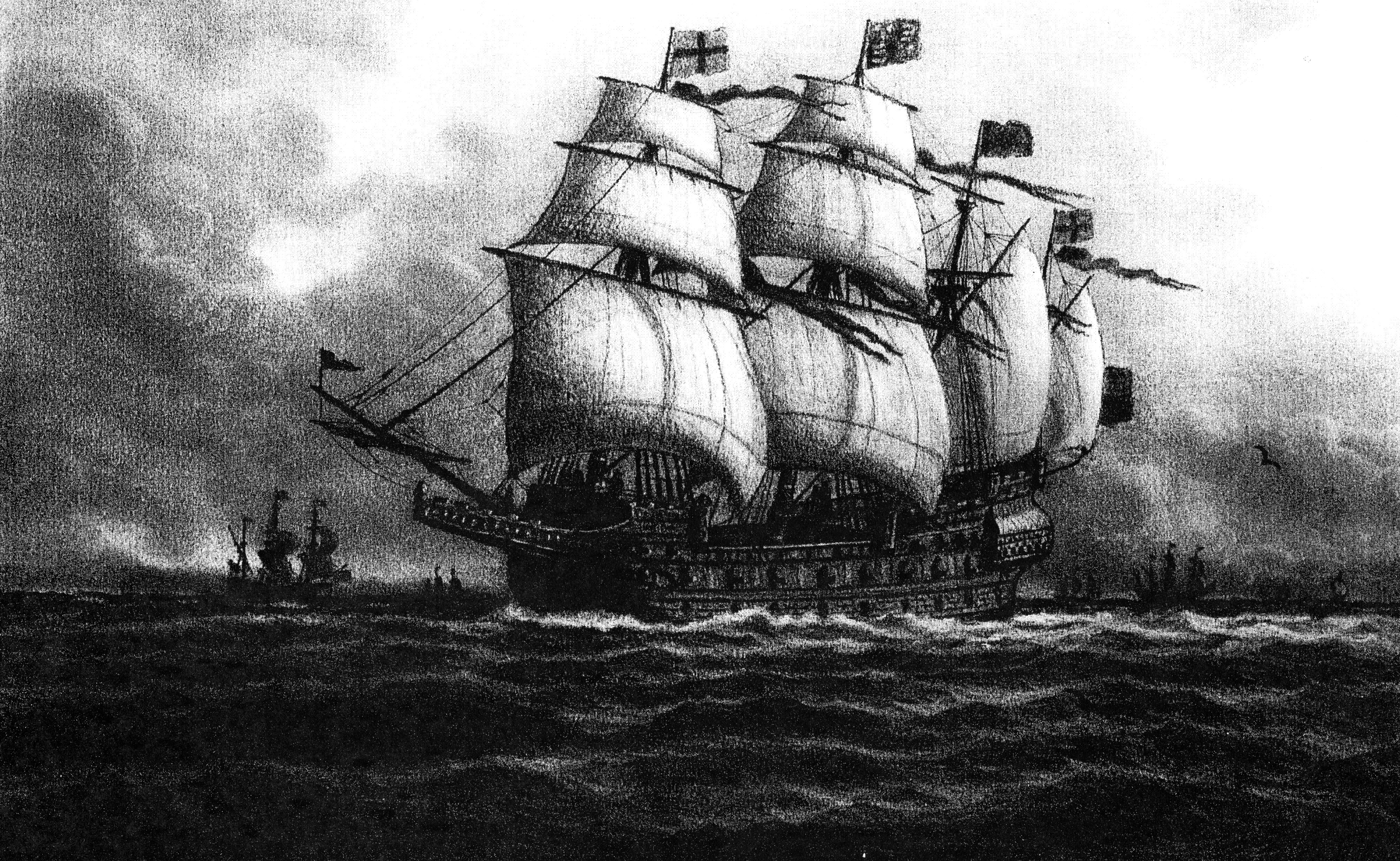
Die Henry Grâce à Dieu auf einem historisierenden Gemälde von Lüder Arenhold, 1891

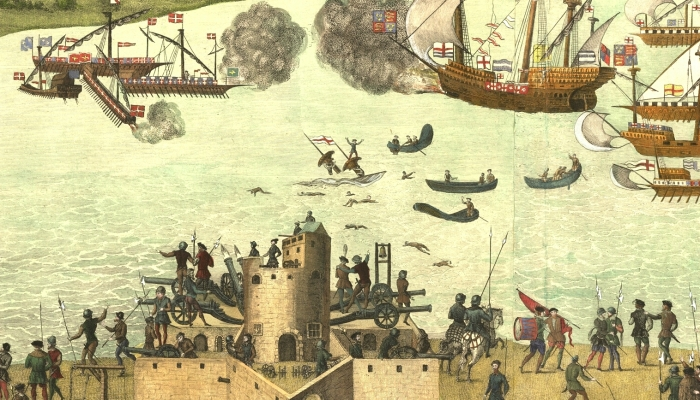
Die Henry Grâce à Dieu im Kampf mit französischen Schiffen während des Invasionsversuches von 1545. Im Vordergrund die Mastspitzen der gesunkenen Mary Rose

Die Henry Grâce à Dieu (deutsch „Heinrich von Gottes Gnaden“, auch bekannt als Great Harry) war ein englisches Segelkriegsschiff (Karacke) des 16. Jahrhunderts. Zeitgenössisch mit der Mary Rose hatte sie eine noch etwas größere Tonnage als diese und diente als Flaggschiff der königlichen Flotte.

## Geschichte
Die Henry Grâce à Dieu wurde auf Anordnung von König Heinrich VIII. in den Woolwich Dockyards, London, auf Kiel gelegt. Konstruiert wurde sie vom Schiffsbaumeister William Bond unter der Leitung des Sekretärs der Marine (Marineminister) Robert Brygandine. Sie sollte wahrscheinlich die Regent (vormals Grace Dieu) ersetzen, die 1512 nach einem Duell mit dem französischen Flaggschiff Marie la Cordelière (das ebenfalls sank) in der Seeschlacht von Saint Mathieu versenkt wurde. Zudem war sie, in einer Zeit der großen Rivalität zum Königreich Schottland, auch eine Reaktion auf die schottische Great Michael, die, als sie 1511 vom Stapel lief, als das mächtigste Kriegsschiff der westlichen Hemisphäre galt. Das Schiff sollte aber in erster Linie gegen die französische Flotte eingesetzt werden. Sein Stapellauf am 13. Juni 1514 wurde als großes Ereignis inszeniert. Es galt zu diesem Zeitpunkt als das größte Kriegsschiff in den europäischen Gewässern und mit Abstand auch als das am schwersten bewaffnete. Obwohl ein baldiger Kriegsausbruch mit Frankreich erwartet wurde, konnte es noch in Friedenszeiten in Dienst gestellt werden. Es hatte aufgrund seiner nicht ausgereiften Konstruktion jedoch nur geringen Kampfwert, zumal es auch nur ein Einzelschiff war. Eine gewisse Bedeutung hatte sie eigentlich nur für Schaufahrten anlässlich Besuchen von einflussreichen Fürsten und Handelsherren. 1520 fuhr der König auf ihr zu seinem historischen Treffen mit Franz I. von Frankreich. Die Franzosen veranlassten als Antwort auf die Henry Grâce à Dieu den Bau der Viermastkaracke Grande Françoise, die aber erst 1535 in Dienst gestellt wurde. Zwischen 1536 und 1540 wurde die Henry Grâce à Dieu umgebaut und mit einer etwas leichteren Bewaffnung ausgestattet. Dabei wurde auch die Takelage modernisiert. Bis zum Jahr 1545, als die Franzosen den Hafen von Portsmouth angriffen, nahm das Schiff an keinen Seeoperationen teil. Als Eduard VI. den englischen Thron bestieg, wurde es auf den Namen des regierenden Monarchen umgetauft. Danach sind keine Ereignisse mehr bekannt, in denen das Schiff eine nennenswerte Rolle spielte. Am 23. August 1553 brach in der Werft von Woolwich ein Feuer aus, bei dem das Schiff stark beschädigt wurde. Die erfolglose „Reichs-Karacke“, als die sie Heinrich VIII. spöttisch bezeichnete, wurde daran anschließend abgewrackt.

## Das Schiff

### Der Rumpf
Die Henry Grâce à Dieu lag in puncto Wasserverdrängung gleichauf mit der portugiesischen Santa Catarina do Monte Sinai, der größten jemals gebauten Karacke. Das Schiff besaß ein Vorderkastell und ein großes Heckkastell und sollte dadurch wie eine schwimmende Festung wirken. Deswegen war das Schiff gefährlich instabil, schwerfällig und nur bei ruhigem Seegang einsetzbar. Die Höhe der Aufbauten musste daher 1536 reduziert werden, um ein übermäßiges Rollen des Rumpfes auf See zu vermeiden. Um eine mögliche Enterung über die Kastelle zu erschweren, verjüngten sich diese nach oben. Wegen der zahlreichen, zum Teil sehr schweren Geschütze musste das Schiff zudem mit einer doppelten Beplankung versehen werden.

### Takelung
Die Henry Grâce à Dieu verfügte über vier Masten, die sich erstmals im Schiffsbau statt aus einem Stück aus mehreren Segmenten zusammensetzten. Da sie mehrfach umgebaut wurde, änderte sich offenbar auch die Segelart im Laufe der Zeit: Ursprünglich waren die ersten beiden Masten mit Untersegeln, Marssegeln und Bramsegeln getakelt. Die beiden hinteren Masten hatten lediglich ein großes Rahsegel. Nach dem Umbau waren Bugspriet, Fockmast und Großmast mit Rahsegeln belegt, während Besanmast und Kreuzmast mit Lateinersegeln ausgestattet waren. Letzterer konnte darüber hinaus noch mit einem Gaffeltopsegel belegt werden, das an einem zusätzlichen aus dem Heck herausragenden Baum, später auch Papageienstock genannt, festgemacht werden konnte.

### Bewaffnung
Das Schiff verfügte anfangs über 186 Kanonen. Davon 54 schwere, 129 leichte und drei überschwere Geschütze. Bei den überschweren Stücken handelte es sich um zwei Bronzekanonen mit einem Gewicht von 4500 Pfund und eine Kartätsche von 3000 Pfund. Die 54 schweren Geschütze waren in zwei Reihen als Breitseitengeschütze aufgestellt. Die leichteren Kanonen wurden auf dem Hauptdeck verteilt. Nach dem Umbau 1536–1540 wurde sie mit der in der Infobox aufgeführten Bewaffnung ausgerüstet.